# Baxoi
Baxoi lub Basu (tyb. དཔའ་ཤོད་རྫོང་, Wylie: dpa' shod rdzong, ZWPY: Baxoi Zong; chiń. upr. 八宿县; pinyin Bāsù Xiàn) – powiat we wschodniej części  Tybetańskiego Regionu Autonomicznego, w prefekturze Qamdo. W 1999 roku powiat liczył 35 273 mieszkańców.